# Francesco Giuseppe di Hohenlohe-Schillingsfürst
Francesco Giuseppe, principe di Hohenlohe-Schillingsfürst (Kupferzell, 26 novembre 1787 – Abbazia di Corvey, 14 gennaio 1841), fu principe immediato di Hohenlohe-Schillingsfürst dal 1807 al 1841 e membro del Reichsrat del Regno di Baviera.

## Biografia
Francesco Giuseppe nacque a Kupferzell come quarto figlio maschio e secondo sopravvissuto di Carlo Alberto II, 3º principe di Hohenlohe-Waldenburg-Schillingsfürst (1742-1796), e della sua seconda moglie, la baronessa Giuditta Reviczky von Revisnye (1753-1836).
Il principe Francesco ereditò il castello di Schillingsfürst dal padre, fondando così la linea bavarese degli Schillingsfürst dell'antica casata nobiliare francone degli Hohenlohe. Con la caduta del Sacro Romano Impero, tutti i territori del casato di Hohenlohe furono mediati e nel 1806 passarono per la maggior parte al regno di Württemberg e per una parte minore al regno di Baviera. L'eredità del principe Francesco rientrava nella porzione che era passata sotto la sovranità bavarese. Come principe mediatizzato, tuttavia, rimase proprietario terriero nella Media Franconia e possedeva proprietà anche in Boemia, Prussia e Russia. In quanto proprietario terriero, dal 1819 al 1840 fece parte della prima camera dell'assemblea bavarese degli stati, la cosiddetta Camera dei Consiglieri Imperiali. Fu anche maggiore à la suite nell'esercito bavarese.
Di grande importanza per il prosieguo della storia della sua casata fu il matrimonio della cognata, la principessa Elisabetta di Hohenlohe-Langenburg (1790-1830), con il langravio Vittorio Amedeo d'Assia-Rotenburg. Morto nel 1834 senza discendenti, nel testamento redatto del 1825 lasciò in eredità i suoi possedimenti non assiani di Ratibor e Corvey al nipote Vittorio, principe ereditario di Hohenlohe-Schillingsfürst, che divenne maggiorenne solo nel 1840. Così il principe Francesco assunse l'amministrazione di questa eredità come tutore del figlio. Nell'autunno del 1834, l'intera famiglia del principe Francesco si trasferì a Corvey. Il principato può essere fatto risalire al monastero imperiale di Corvey in Westfalia, mentre il ducato di Ratibor si trovava nell'Alta Slesia. La tenuta in Slesia copriva 34.000 ettari e consisteva principalmente in foreste. Nel 1840, al compimento della maggiore età, il principe ereditario Vittorio assunse il titolo di duca di Ratibor e principe di Corvey, rinunciando alle sue pretese ereditarie su Schillingsfürst. In un patto per l'eredità, i figli del principe Francesco avevano inizialmente diviso i beni del padre e dello zio in modo tale che Vittorio ricevesse il ducato di Ratibor, Clodoveo, in qualità di secondo figlio maschio, con il titolo di principe di Ratibor e Corvey , il principato di Corvey e Filippo Ernesto il principato di Schillingsfürst. Alla morte del principe Filippo Ernesto, avvenuta già nel maggio del 1845, il principe Clodoveo rilevò la successione paterna di Schillingsfürst nella Media Franconia e cedette il principato di Corvey al duca di Ratibor. Il principe Francesco divenne così il capostipite sia del casato prussiano dei Ratibor-Corvey sia del casato bavarese-austriaco degli Hohenlohe-Schillingsfürst.
Sposò il 15 agosto 1773 a Grosswardein la principessa Costanza di Hohenlohe-Langenburg, figlia di Carlo Luigi, principe di Hohenlohe-Langenburg (1762–1825) e della contessa Amalia Enrichetta di Solms-Baruth:. Ebbero nove figli di cui i maschi furono educati nella fede cattolica del padre, mentre le figlie femmine nella fede protestante della madre.
- principessa Teresa Amalia Giuditta (1816-1891), sposò suo cugino Federico Carlo I, principe di Hohenlohe-Waldenburg-Schillingsfürst ed ebbero figli;
- principe Vittorio Maurizio Carlo, duca di Ratibor, principe di Corvey (1818-1893), sposò la principessa Amalia di Fürstenberg, figlia del principe Carlo Egon II di Fürstenberg e della principessa Amalia di Baden, ed ebbero figli;
- Clodoveo Carlo Vittorio, 3º principe di Hohenlohe-Schillingsfürst (1819-1901), cancelliere del Reich e primo ministro di Prussia, sposò la principessa Maria di Sayn-Wittgenstein-Berleburg ed ebbero figli;
- Filippo Ernesto, 2º principe di Hohenlohe-Schillingsfürst (1820-1845), celibe;
- principessa Amalia (1821-1902), contro il volere della sua famiglia sposò il ritrattista tedesco Richard Lauchert (1823-69), non ebbero figli;
- Gustavo Adolfo (1823-1896), cardinale, arcivescovo titolare di Edessa di Osroene
- principe Giuseppe (1824-1827) morto nell'infanzia;
- principe Costantino Vittorio Ernesto Emilio Carlo Alessandro Federico (1828-1896), Obersthofmeister e generale di cavalleria in Austria-Ungheria, sposò la principessa Marie di Sayn-Wittgenstein ed ebbero figli;
- principessa Elisa Adelaide Carolina Clotilde Ferdinanda (1831-1920) sposò il principe Carlo di Salm-Horstmar, non ebbero figli

Il principe Francesco fu inizialmente sepolto alla sua morte nella cripta sotto la Benediktus-Kapelle, che si trova dietro la chiesa abbaziale di Corvey. Nel 1998, la sua bara e quella della moglie Costanza furono trasferite alla nuova tomba di famiglia nel giardino del cimitero del castello di Corvey. Altri 16 membri del casato di Ratibor e Corvey, che fino al 2006 giacevano nella tomba di famiglia a Rauden, sono stati trasferiti nella nuova tomba di famiglia a Corvey, compresa la bara del duca Vittorio I di Ratibor.

## Ascendenza
|                                                                        |                             |                                                             | Genitori                                                   |  |  | Nonni |  |  | Bisnonni                                                          |  |  | Trisnonni                                                        |  |
|                                                                        |                             |                                                             |                                                            |  |  |       |  |  | Philipp Ernst, I principe di Hohenlohe-Waldenburg-Schillingsfürst |  |  | Ludwig Gustav, III conte di Hohenlohe-Waldenburg-Schillingsfürst |  |
|                                                                        |                             |                                                             |                                                            |  |  |       |  |  | Philipp Ernst, I principe di Hohenlohe-Waldenburg-Schillingsfürst |  |  | Ludwig Gustav, III conte di Hohenlohe-Waldenburg-Schillingsfürst |  |
|                                                                        |                             | Maria Eleonore von Hatzfeld                                 |                                                            |  |  |       |  |  | Philipp Ernst, I principe di Hohenlohe-Waldenburg-Schillingsfürst |  |  |                                                                  |  |
| Karl Albrecht I, II principe di Hohenlohe-Waldenburg-Schillingsfürst   |                             |                                                             |                                                            |  |  |       |  |  | Philipp Ernst, I principe di Hohenlohe-Waldenburg-Schillingsfürst |  |  |                                                                  |  |
|                                                                        |                             | Maria Anna von Oettingen-Wallerstein                        | Philipp Karl von Oettingen-Wallerstein                     |  |  |       |  |  |                                                                   |  |  |                                                                  |  |
|                                                                        |                             | Maria Anna von Oettingen-Wallerstein                        | Philipp Karl von Oettingen-Wallerstein                     |  |  |       |  |  |                                                                   |  |  |                                                                  |  |
|                                                                        |                             | Maria Anna von Oettingen-Wallerstein                        | Eberhardine Sophie Juliane von Oettingen-Oettingen         |  |  |       |  |  |                                                                   |  |  |                                                                  |  |
| Karl Albrecht II, III principe di Hohenlohe-Waldenburg-Schillingsfürst |                             | Maria Anna von Oettingen-Wallerstein                        |                                                            |  |  |       |  |  |                                                                   |  |  |                                                                  |  |
|                                                                        |                             | Dominik Marquard, principe di Löwenstein-Wertheim-Rochefort | Maximilian Karl, principe di Löwenstein-Wertheim-Rochefort |  |  |       |  |  |                                                                   |  |  |                                                                  |  |
|                                                                        |                             | Dominik Marquard, principe di Löwenstein-Wertheim-Rochefort | Maximilian Karl, principe di Löwenstein-Wertheim-Rochefort |  |  |       |  |  |                                                                   |  |  |                                                                  |  |
|                                                                        |                             | Dominik Marquard, principe di Löwenstein-Wertheim-Rochefort | Polyxena Maria Khuen von Lichtenberg und Belasi            |  |  |       |  |  |                                                                   |  |  |                                                                  |  |
| Sophie Wilhelmine Marie zu Löwenstein-Wertheim-Rochefort               |                             | Dominik Marquard, principe di Löwenstein-Wertheim-Rochefort |                                                            |  |  |       |  |  |                                                                   |  |  |                                                                  |  |
|                                                                        |                             | Christina Francisca von Hessen-Wanfried                     | Karl, langravio d'Assia-Wanfried                           |  |  |       |  |  |                                                                   |  |  |                                                                  |  |
|                                                                        |                             | Christina Francisca von Hessen-Wanfried                     | Karl, langravio d'Assia-Wanfried                           |  |  |       |  |  |                                                                   |  |  |                                                                  |  |
|                                                                        |                             | Christina Francisca von Hessen-Wanfried                     | Alexandrine Juliane von Leiningen-Dagsburg                 |  |  |       |  |  |                                                                   |  |  |                                                                  |  |
| Franz Joseph, I principe di Hohenlohe-Schillingsfürst                  |                             | Christina Francisca von Hessen-Wanfried                     |                                                            |  |  |       |  |  |                                                                   |  |  |                                                                  |  |
|                                                                        | András Reviczky de Revisnye | Mátyás Reviczky de Revisnye                                 |                                                            |  |  |       |  |  |                                                                   |  |  |                                                                  |  |
|                                                                        | András Reviczky de Revisnye | Mátyás Reviczky de Revisnye                                 |                                                            |  |  |       |  |  |                                                                   |  |  |                                                                  |  |
|                                                                        | András Reviczky de Revisnye | Ilona Okolicsányi                                           |                                                            |  |  |       |  |  |                                                                   |  |  |                                                                  |  |
| Johann Kazimir Reviczky de Revisnye                                    | András Reviczky de Revisnye |                                                             |                                                            |  |  |       |  |  |                                                                   |  |  |                                                                  |  |
|                                                                        |                             | Julianna Nedeczky de Nedecze                                | János Nedeczky de Nedecze                                  |  |  |       |  |  |                                                                   |  |  |                                                                  |  |
|                                                                        |                             | Julianna Nedeczky de Nedecze                                | János Nedeczky de Nedecze                                  |  |  |       |  |  |                                                                   |  |  |                                                                  |  |
|                                                                        |                             | Julianna Nedeczky de Nedecze                                | Zsuzsanna Ordódy de Ordód et Alsólieszkó                   |  |  |       |  |  |                                                                   |  |  |                                                                  |  |
| Judith Reviczky de Revisnye                                            |                             | Julianna Nedeczky de Nedecze                                |                                                            |  |  |       |  |  |                                                                   |  |  |                                                                  |  |
|                                                                        |                             | Adám Perényi de Perény                                      | Ádám Perényi de Perény                                     |  |  |       |  |  |                                                                   |  |  |                                                                  |  |
|                                                                        |                             | Adám Perényi de Perény                                      | Ádám Perényi de Perény                                     |  |  |       |  |  |                                                                   |  |  |                                                                  |  |
|                                                                        |                             | Adám Perényi de Perény                                      | Éva Pethő de Gerse                                         |  |  |       |  |  |                                                                   |  |  |                                                                  |  |
| Rosalie Perényi de Perény                                              |                             | Adám Perényi de Perény                                      |                                                            |  |  |       |  |  |                                                                   |  |  |                                                                  |  |
|                                                                        |                             | Erzsébet Fráter                                             | György IV Fráter                                           |  |  |       |  |  |                                                                   |  |  |                                                                  |  |
|                                                                        |                             | Erzsébet Fráter                                             | György IV Fráter                                           |  |  |       |  |  |                                                                   |  |  |                                                                  |  |
|                                                                        |                             | Erzsébet Fráter                                             | Zsófia Balló de Diod                                       |  |  |       |  |  |                                                                   |  |  |                                                                  |  |
|                                                                        |                             | Erzsébet Fráter                                             |                                                            |  |  |       |  |  |                                                                   |  |  |                                                                  |  |